# Championnat du monde d'endurance FIA 2019-2020
Navigation
Édition précédente Édition suivante
Le championnat du monde d'endurance FIA 2019-2020 est la huitième édition du championnat du monde d'endurance FIA, une compétition automobile coorganisée par la Fédération internationale de l'automobile (FIA) et l'Automobile Club de l'Ouest (ACO). Cette compétition est ouverte aux Le Mans Prototype (LMP) et aux voitures de course grand tourisme (GTE) divisées en quatre catégories. Elle se déroule du 1er septembre 2019 au 14 novembre 2020. Elle comprend huit manches dont les 24 Heures du Mans. Des titres de champion du monde seront attribués aux constructeurs et pilotes gagnants de chaque catégorie. Avec le nouveau format de la saison, le championnat débute par les 4 Heures de Silverstone en septembre 2019 et se termine aux 8 Heures de Bahreïn en novembre 2020.

## Repères de débuts de saison
La liste des engagés est dévoilée le 14 juin 2019 en même temps que le nouveau règlement concernant la catégorie reine pour la saison 2020-2021.
La catégorie LMGTE Pro est réduite puisque BMW et Ford ont annoncé leur départ de la catégorie.
Goodyear fait son apparition en tant que manufacturier pneumatique.
Le prologue se déroulera pour la première fois sur le circuit de Barcelone en Espagne, et aura lieu les 23 et 24 juillet 2019.

## Calendrier
La FIA et l'ACO ont annoncé un calendrier provisoire durant les 6 Heures de Silverstone 2018. Ce calendrier comprend huit épreuves étalées sur dix mois. Toutes les épreuves de la saison précédente sont maintenues et Bahreïn fait son retour après une absence durant la saison précédente, de même qu'Interlagos, qui était absent du championnat depuis 2014.
La durée de la majorité des épreuves a été modifiée, afin de faire écho aux épreuves d'endurance du passé, en s'éloignant du format traditionnel de six heures utilisé lors des saisons précédentes. Sebring reste sur une durée de huit heures et est rejointe par Bahreïn, tandis que Silverstone et Shanghai sont tous deux raccourcis à quatre heures.
Le 2 mai 2019, la date des 1 000 Miles de Sebring a été annoncée. Après le succès enregistré par le Super Sebring weekend, organisé en mars 2019, la formule sera reconduite en 2020.
Le 1er août 2019, la FIA et l'ACO ont annoncé que les 6 Heures de Spa-Francorchamps seront avancées d'une semaine afin d'éviter un conflit de date avec la Formule E.
Le 2 décembre 2019, il est annoncé que la manche de São Paulo est annulée en raison de problèmes d'obligations contractuelles avec le promoteur brésilien ; l'épreuve est remplacée avec le retour d'une épreuve de six heures sur le circuit des Amériques à Austin au Texas, la nouvelle manche est dénommée « Lone Star Le Mans ».
Le 3 avril 2020, une nouvelle version du calendrier est dévoilée en raison de la pandémie de Covid-19, le calendrier est rallongé avec l'ajout d'une manche de 8 heures à Bahreïn en novembre 2020.
| N°                                          | Date                    | Course                              | Circuit                           | Lieu             | Pays        |
| ------------------------------------------- | ----------------------- | ----------------------------------- | --------------------------------- | ---------------- | ----------- |
| 1                                           | 1er septembre 2019      | 4 Heures de Silverstone             | Circuit de Silverstone            | Silverstone      | Royaume-Uni |
| 2                                           | 6 octobre 2019          | 6 Heures de Fuji                    | Fuji Speedway                     | Oyama            | Japon       |
| 3                                           | 10 novembre 2019        | 4 Heures de Shanghai                | Circuit international de Shanghai | Shanghai         | Chine       |
| 4                                           | 14 décembre 2019        | Bapco 8 Heures de Bahreïn           | Circuit international de Sakhir   | Sakhir           | Bahreïn     |
| 5                                           | 23 février 2020         | Lone Star Le Mans                   | Circuit des Amériques             | Austin, Texas    | États-Unis  |
| 6                                           | 15 août 2020            | Total 6 Heures de Spa-Francorchamps | Circuit de Spa-Francorchamps      | Francorchamps    | Belgique    |
| 7                                           | 19 et 20 septembre 2020 | 24 Heures du Mans                   | Circuit des 24 Heures             | Le Mans          | France      |
| 8                                           | 14 novembre 2020        | 8 Heures de Bahreïn                 | Circuit international de Sakhir   | Sakhir           | Bahreïn     |
| Annulations                                 |                         |                                     |                                   |                  |             |
| —                                           | 1er février 2020        | 6 Heures de São Paulo               | Autodromo José Carlos Pace        | São Paulo        | Brésil      |
| Annulations liées à la pandémie de Covid-19 |                         |                                     |                                   |                  |             |
| —                                           | 20 mars 2020            | 1 000 Miles de Sebring              | Sebring International Raceway     | Sebring, Floride | États-Unis  |

## Engagés
| Légende                             | Légende                                        | Légende |
| ----------------------------------- | ---------------------------------------------- | --- |
| Inscription pour toute la saison    | Inscription additionnelle                      | Troisième voiture constructeur                                                                                 |
| Éligible pour tous les championnats | Éligible uniquement pour le championnat pilote | Éligible pour le championnat pilote Éligible pour le championnat constructeur uniquement aux 24 Heures du Mans |

| 1         |  | Rebellion Racing      | Rebellion R13 - Gibson   | M   | Bruno Senna                                | Gustavo Menezes                                                                                          | Norman Nato                                                     |
| 5         |  | Team LNT              | Ginetta G60-LT-P1 - AER  | M   | Charlie Robertson Luca Ghiotto Jordan King | Ben Hanley                                                                                               | Egor Orudzhev                                                   |
| 6         |  | Team LNT              | Ginetta G60-LT-P1 - AER  | M   | Michael Simpson                            | Oliver Jarvis Charlie Robertson Chris Dyson                                                              | Guy Smith                                                       |
| 7         |  | Toyota Gazoo Racing   | Toyota TS050 Hybrid      | M   | Mike Conway                                | Kamui Kobayashi                                                                                          | José María López                                                |
| 8         |  | Toyota Gazoo Racing   | Toyota TS050 Hybrid      | M   | Sébastien Buemi                            | Kazuki Nakajima                                                                                          | Brendon Hartley                                                 |
| LMP2      |  |                       |                          |     |                                            | |                                                                 |
| 22        |  | United Autosports     | Oreca 07 - Gibson        | M   | Phil Hanson                                | Filipe Albuquerque                                                                                       | Paul di Resta Oliver Jarvis                                     |
| 29        |  | Racing Team Nederland | Oreca 07 - Gibson        | G   | Frits van Eerd                             | Giedo Van der Garde                                                                                      | Job van Uitert Nyck de Vries                                    |
| 33        |  | High Class Racing     | Oreca 07 - Gibson        | G M | Mark Patterson                             | Kenta Yamashita                                                                                          | Anders Fjordbach                                                |
| 36        |  | Signatech Alpine Elf  | Alpine A470 - Gibson     | M   | André Negrão                               | Pierre Ragues                                                                                            | Thomas Laurent                                                  |
| 37        |  | Jackie Chan DC Racing | Oreca 07 - Gibson        | G   | Ho-Pin Tung                                | Gabriel Aubry Ryan Cullen                                                                                | Will Stevens                                                    |
| 38        |  | Jota Sport            | Oreca 07 - Gibson        | G   | Roberto González                           | António Félix da Costa                                                                                   | Anthony Davidson                                                |
| 42        |  | Cool Racing           | Oreca 07 - Gibson        | M   | Nicolas Lapierre                           | Antonin Borga                                                                                            | Alexandre Coigny                                                |
| 47        |  | Cetilar Racing,       | Dallara P217 - Gibson    | M   | Roberto Lacorte                            | Andrea Belicchi                                                                                          | Giorgio Sernagiotto                                             |
| LMGTE Pro |  |                       |                          |     |                                            | |                                                                 |
| 51        |  | AF Corse              | Ferrari 488 GTE Evo      | M   | James Calado                               | Alessandro Pier Guidi                                                                                    | Daniel Serra                                                    |
| 71        |  | AF Corse              | Ferrari 488 GTE Evo      | M   | Davide Rigon                               | Miguel Molina                                                                                            | Sam Bird                                                        |
| 91        |  | Porsche GT Team       | Porsche 911 RSR-19       | M   | Gianmaria Bruni                            | Richard Lietz                                                                                            | Frédéric Makowiecki                                             |
| 92        |  | Porsche GT Team       | Porsche 911 RSR-19       | M   | Michael Christensen                        | Kévin Estre                                                                                              | Laurens Vanthoor                                                |
| 95        |  | Aston Martin Racing   | Aston Martin Vantage AMR | M   | Marco Sørensen                             | Nicki Thiim                                                                                              | Richard Westbrook                                               |
| 97        |  | Aston Martin Racing   | Aston Martin Vantage AMR | M   | Alex Lynn                                  | Maxime Martin                                                                                            | Harry Tincknell Richard Westbrook                               |
| LMGTE Am  |  |                       |                          |     |                                            | |                                                                 |
| 54        |  | AF Corse              | Ferrari 488 GTE Evo      | M   | Thomas Flohr                               | Francesco Castellacci                                                                                    | Giancarlo Fisichella                                            |
| 56        |  | Team Project 1        | Porsche 911 RSR          | M   | Egidio Perfetti                            | David Kolkmann David Heinemeier Hansson Laurents Hörr Larry ten Voorde (en)                              | Matteo Cairoli Jörg Bergmeister                                 |
| 57        |  | Team Project 1        | Porsche 911 RSR          | M   | Ben Keating                                | Jeroen Bleekemolen                                                                                       | Felipe Fraga Larry ten Voorde (en) Dylan Pereira                |
| 62        |  | Red River Sport       | Ferrari 488 GTE Evo      | M   | Johnny Mowlem Colin Noble                  | Bonamy Grimes                                                                                            | Charles Hollings Kei Cozzolino                                  |
| 70        |  | MR Racing             | Ferrari 488 GTE Evo      | M   | Motoaki Ishikawa Takeshi Kimura            | Olivier Beretta Vincent Abril                                                                            | Kei Cozzolino                                                   |
| 77        |  | Dempsey-Proton Racing | Porsche 911 RSR          | M   | Christian Ried                             | Matt Campbell                                                                                            | Riccardo Pera                                                   |
| 83        |  | AF Corse              | Ferrari 488 GTE Evo      | M   | François Perrodo                           | Emmanuel Collard                                                                                         | Nicklas Nielsen                                                 |
| 86        |  | Gulf Racing UK        | Porsche 911 RSR          | M   | Michael Wainwright                         | Ben Barker                                                                                               | Andrew Watson (en) Alessio Picariello                           |
| 88        |  | Dempsey-Proton Racing | Porsche 911 RSR          | M   | Thomas Preining Lucas Légeret Marco Holzer | Gianluca Giraudi Satoshi Hoshino Will Bamber Khaled Al Qubaisi Bret Curtis Dominique Bastien Jaxon Evans | Ricardo Sánchez Adrien de Leener Angelo Negro Khaled Al Qubaisi |
| 90        |  | TF Sport              | Aston Martin Vantage AMR | M   | Salih Yoluç                                | Charlie Eastwood                                                                                         | Jonathan Adam                                                   |
| 98        |  | Aston Martin Racing   | Aston Martin Vantage AMR | M   | Paul Dalla Lana                            | Darren Turner Augusto Farfus Pedro Lamy                                                                  | Ross Gunn                                                       |

## Résultats

### Équipes et Pilotes
Le tableau suivant répertorie les équipages du championnat du monde les mieux classés pour chaque course. Il est possible que des pilotes non inscrits au championnat aient fini mieux classés.
Les vainqueurs du classement général de chaque manche sont inscrits en caractères gras.
| N° | Course                        | Équipe victorieuse LMP1                         | Équipe victorieuse LMP2                                  | Équipe victorieuse LMGTE Pro            | Équipe victorieuse LMGTE Am                       | Résultats |
| N° | Course                        | Pilotes victorieux LMP1                         | Pilotes victorieux LMP2                                  | Pilotes victorieux LMGTE Pro            | Pilotes victorieux LMGTE Am                       | Résultats |
| -- | ----------------------------- | ----------------------------------------------- | -------------------------------------------------------- | --------------------------------------- | ------------------------------------------------- | --------- |
| 1  | 4 Heures de Silverstone       | No. 7 Toyota Gazoo Racing                       | No. 42 Cool Racing                                       | No. 91 Porsche GT Team                  | No. 83 AF Corse                                   | résultats |
| 1  | 4 Heures de Silverstone       | Mike Conway Kamui Kobayashi José María López    | Antonin Borga Nicolas Lapierre                           | Gianmaria Bruni Richard Lietz           | François Perrodo Emmanuel Collard Nicklas Nielsen | résultats |
| 2  | 6 Heures de Fuji              | No. 8 Toyota Gazoo Racing                       | No. 29 Racing Team Nederland                             | No. 95 Aston Martin Racing              | No. 90 TF Sport                                   | résultats |
| 2  | 6 Heures de Fuji              | Sébastien Buemi Brendon Hartley Kazuki Nakajima | Frits van Eerd Giedo van der Garde Nyck de Vries         | Marco Sørensen Nicki Thiim              | Jonathan Adam Charlie Eastwood Salih Yoluç        | résultats |
| 3  | 4 Heures de Shanghai          | No. 1 Rebellion Racing                          | No. 38 Jota Sport                                        | No. 51 AF Corse                         | No. 90 TF Sport                                   | résultats |
| 3  | 4 Heures de Shanghai          | Gustavo Menezes Norman Nato Bruno Senna         | António Félix da Costa Anthony Davidson Roberto González | James Calado Alessandro Pier Guidi      | Jonathan Adam Charlie Eastwood Salih Yoluç        | résultats |
| 4  | 8 Heures de Bahreïn           | No. 7 Toyota Gazoo Racing                       | No. 22 United Autosports                                 | No. 95 Aston Martin Racing              | No. 57 Team Project 1                             | résultats |
| 4  | 8 Heures de Bahreïn           | Mike Conway Kamui Kobayashi José María López    | Filipe Albuquerque Philip Hanson Paul di Resta           | Marco Sørensen Nicki Thiim              | Jeroen Bleekemolen Ben Keating Larry ten Voorde   | résultats |
| 5  | Lone Star Le Mans             | No. 1 Rebellion Racing                          | No. 22 United Autosports                                 | No. 95 Aston Martin Racing              | No. 90 TF Sport                                   | résultats |
| 5  | Lone Star Le Mans             | Gustavo Menezes Norman Nato Bruno Senna         | Filipe Albuquerque Philip Hanson Paul di Resta           | Marco Sørensen Nicki Thiim              | Jonathan Adam Charlie Eastwood Salih Yoluç        | résultats |
| 6  | 6 Heures de Spa-Francorchamps | No. 7 Toyota Gazoo Racing                       | No. 22 United Autosports                                 | No. 92 Porsche GT Team                  | No. 83 AF Corse                                   | résultats |
| 6  | 6 Heures de Spa-Francorchamps | Mike Conway Kamui Kobayashi José María López    | Filipe Albuquerque Philip Hanson Paul di Resta           | Michael Christensen Kévin Estre         | François Perrodo Emmanuel Collard Nicklas Nielsen | résultats |
| 7  | 24 Heures du Mans             | No. 8 Toyota Gazoo Racing                       | No. 22 United Autosports                                 | No. 97 Aston Martin Racing              | No. 90 TF Sport                                   | résultats |
| 7  | 24 Heures du Mans             | Sébastien Buemi Brendon Hartley Kazuki Nakajima | Filipe Albuquerque Phil Hanson Paul di Resta             | Alex Lynn Maxime Martin Harry Tincknell | Jonathan Adam Charlie Eastwood Salih Yoluç        | résultats |
| 8  | 8 Heures de Bahreïn           | No. 7 Toyota Gazoo Racing                       | No. 37 Jackie Chan DC Racing                             | No. 92 Porsche GT Team                  | No. 56 Team Project 1                             | résultats |
| 8  | 8 Heures de Bahreïn           | Mike Conway Kamui Kobayashi José María López    | Will Stevens Ho-Pin Tung Gabriel Aubry                   | Michael Christensen Kévin Estre         | Jörg Bergmeister Egidio Perfetti Larry ten Voorde | résultats |

### Constructeurs
| N° | Course                  | Constructeur victorieux LMP | Constructeur victorieux GT | Résultats |
| -- | ----------------------- | --------------------------- | -------------------------- | --------- |
| 1  | 4 Heures de Silverstone | Toyota                      | Porsche                    | Résultats |
| 2  | 6 Heures de Fuji        | Toyota                      | Aston Martin               | Résultats |
| 3  | 4 Heures de Shanghai    | Rebellion                   | Ferrari                    | Résultats |
| 4  | 8 Heures de Bahreïn     | Toyota                      | Aston Martin               | Résultats |
| 5  | Lone Star Le Mans       | Rebellion                   | Aston Martin               | Résultats |
| 6  | 6 Heures de Spa         | Toyota                      | Porsche                    | Résultats |
| 7  | 24 Heures du Mans       | Toyota                      | Aston Martin               | Résultats |
| 8  | 8 Heures de Bahreïn     | Toyota                      | Porsche                    | Résultats |

## Classements

### Attribution des points
L'attribution des points pour les 24 Heures du Mans revient au format mis en place lors de la saison 2017, sur le principe des 50 points pour le vainqueur de la catégorie.
| Système des points      | Système des points | Système des points | Système des points | Système des points | Système des points | Système des points | Système des points | Système des points | Système des points | Système des points | Système des points |
| Position                | 1er                | 2e                 | 3e                 | 4e                 | 5e                 | 6e                 | 7e                 | 8e                 | 9e                 | 10e                | Au-delà            |
| ----------------------- | ------------------ | ------------------ | ------------------ | ------------------ | ------------------ | ------------------ | ------------------ | ------------------ | ------------------ | ------------------ | ------------------ |
| 4 ou 6 heures           | 25                 | 18                 | 15                 | 12                 | 10                 | 8                  | 6                  | 4                  | 2                  | 1                  | 0,5                |
| 8 heures ou 1 000 miles | 38                 | 27                 | 23                 | 18                 | 15                 | 12                 | 9                  | 6                  | 3                  | 2                  | 1                  |
| Le Mans                 | 50                 | 36                 | 30                 | 24                 | 20                 | 16                 | 12                 | 8                  | 4                  | 2                  | 1                  |

Pareillement à la saison passée, quatre titres sont délivrés aux pilotes :
- Deux championnats du monde, l'un disputé par les pilotes LMP1 et LMP2 et l'autre par les pilotes concourant dans les catégories LMGTE Pro et LMGTE Am ;
- Deux trophées Endurance FIA, attribués aux pilotes appartenant aux catégories LMP2 et LMGTE Am.

### Championnats du monde d'endurance

#### Championnat du monde d'endurance des pilotes LMP
| Pos. | Pilote                 | Équipe                | SIL | FUJ | SHA | BAH | CAM | SPA | LMS | BAH | Total points |
| ---- | ---------------------- | --------------------- | --- | --- | --- | --- | --- | --- | --- | --- | ------------ |
| 1    | Mike Conway            | Toyota Gazoo Racing   | 1   | 2   | 3   | 1   | 3   | 1   | 3   | 1   | 207          |
| 1    | Kamui Kobayashi        | Toyota Gazoo Racing   | 1   | 2   | 3   | 1   | 3   | 1   | 3   | 1   | 207          |
| 1    | José María López       | Toyota Gazoo Racing   | 1   | 2   | 3   | 1   | 3   | 1   | 3   | 1   | 207          |
| 2    | Sébastien Buemi        | Toyota Gazoo Racing   | 2   | 1   | 2   | 2   | 2   | 2   | 1   | 2   | 202          |
| 2    | Brendon Hartley        | Toyota Gazoo Racing   | 2   | 1   | 2   | 2   | 2   | 2   | 1   | 2   | 202          |
| 2    | Kazuki Nakajima        | Toyota Gazoo Racing   | 2   | 1   | 2   | 2   | 2   | 2   | 1   | 2   | 202          |
| 3    | Gustavo Menezes        | Rebellion Racing      | 9   | 3   | 1   | 3   | 1   | 3   | 2   |     | 145          |
| 3    | Norman Nato            | Rebellion Racing      | 9   | 3   | 1   | 3   | 1   | 3   | 2   |     | 145          |
| 3    | Bruno Senna            | Rebellion Racing      | 9   | 3   | 1   | 3   | 1   | 3   | 2   |     | 145          |
| 4    | Filipe Albuquerque     | United Autosports     | Ret | 6   | 8   | 4   | 4   | 4   | 4   | 6   | 90           |
| 4    | Philip Hanson          | United Autosports     | Ret | 6   | 8   | 4   | 4   | 4   | 4   | 6   | 90           |
| 5    | Paul di Resta          | United Autosports     | Ret |     | 8   | 4   | 4   | 4   | 4   | 6   | 82           |
| 6    | António Félix da Costa | Jota Sport            | 8   | DSQ | 6   | 5   | 6   | 7   | 5   | 4   | 79           |
| 6    | Roberto González       | Jota Sport            | 8   | DSQ | 6   | 5   | 6   | 7   | 5   | 4   | 79           |
| 7    | Anthony Davidson       | Jota Sport            |     | DSQ | 6   | 5   | 6   | 7   | 5   | 4   | 75           |
| 8    | Will Stevens           | Jackie Chan DC Racing | 7   | 5   | 7   | 6   | 5   | 9   |     | 3   | 69           |
| 8    | Ho-Pin Tung            | Jackie Chan DC Racing | 7   | 5   | 7   | 6   | 5   | 9   |     | 3   | 69           |
| 9    | Gabriel Aubry          | Jackie Chan DC Racing | 7   | 5   | 7   | 6   | 5   |     |     | 3   | 67           |
| 10   | Giedo van der Garde    | Racing Team Nederland | 6   | 4   | 10  | 8   | 8   | 6   | 9   | 5   | 58           |
| 10   | Frits van Eerd         | Racing Team Nederland | 6   | 4   | 10  | 8   | 8   | 6   | 9   | 5   | 58           |
| 11   | Thomas Laurent         | Signatech Alpine Elf  | 5   | 10  | 9   | 7   | 9   | Ret | 6   | 7   | 49           |
| 11   | André Negrão           | Signatech Alpine Elf  | 5   | 10  | 9   | 7   | 9   | Ret | 6   | 7   | 49           |
| 11   | Pierre Ragues          | Signatech Alpine Elf  | 5   | 10  | 9   | 7   | 9   | Ret | 6   | 7   | 49           |
| 12   | Antonin Borga          | Cool Racing           | 4   | 8   | Ret | 9   | 7   | 5   | 7   |     | 47           |
| 12   | Nicolas Lapierre       | Cool Racing           | 4   | 8   | Ret | 9   | 7   | 5   | 7   |     | 47           |
| 13   | Nyck de Vries          | Racing Team Nederland |     | 4   | 10  | 8   | 8   | 9   |     | 5   | 42           |
| 14   | Alexandre Coigny       | Cool Racing           |     | 8   | Ret | 9   | 7   | 5   | 7   |     | 35           |
| 15   | Ben Hanley             | Team LNT              | 3   | 11  | 4   | Ret |     |     |     |     | 27.5         |
| 15   | Egor Orudzhev          | Team LNT              | 3   | 11  | 4   |     |     |     |     |     | 27.5         |
| 16   | Charlie Robertson      | Team LNT              | 3   | 9   | 5   | Ret |     |     |     |     | 27           |
| 17   | Andrea Belicchi        | Cetilar Racing        | 10  | 12  | 12  | 11  | 11  | 8   | 8   | 8   | 21.5         |
| 17   | Roberto Lacorte        | Cetilar Racing        | 10  | 12  | 12  | 11  | 11  | 8   | 8   | 8   | 21.5         |
| 17   | Giorgio Sernagiotto    | Cetilar Racing        | 10  | 12  | 12  | 11  | 11  | 8   | 8   | 8   | 21.5         |
| 18   | Job van Uitert         | Racing Team Nederland | 6   |     |     |     |     | 6   |     |     | 16           |
| 19   | Mike Simpson           | Team LNT              | 12  | 9   | 5   | Ret |     |     |     |     | 12.5         |
| 19   | Guy Smith              | Team LNT              | 12  | 9   | 5   | Ret |     |     |     |     | 12.5         |
| 20   | Jordan King            | Team LNT              |     |     | 4   | Ret |     |     |     |     | 12           |
| 21   | Anders Fjordbach       | High Class Racing     | 11  | 7   | 11  | 10  | 10  | 10  |     |     | 11           |
| 21   | Mark Patterson         | High Class Racing     | 11  | 7   | 11  | 10  | 10  | 10  |     |     | 11           |
| 21   | Kenta Yamashita        | High Class Racing     | 11  | 7   | 11  | 10  | 10  | 10  |     |     | 11           |
| 22   | Oliver Jarvis          | Team LNT              | 12  |     |     |     |     |     |     |     | 8.5          |
| 22   | Oliver Jarvis          | United Autosports     |     | 6   |     |     |     |     |     |     | 8.5          |
| 23   | Ryan Cullen            | Jackie Chan DC Racing |     |     |     |     |     | 9   |     |     | 2            |
| 24   | Luca Ghiotto           | Team LNT              |     | 11  |     |     |     |     |     |     | 0.5          |
| 25   | Chris Dyson            | Team LNT              |     |     |     | Ret |     |     |     |     | 0            |
| Pos. | Pilote                 | Équipe                | SIL | FUJ | SHA | BAH | CAM | SPA | LMS | BAH | Total points |

| Couleur  | Résultat                       |
| -------- | ------------------------------ |
| Or       | Vainqueur                      |
| Argent   | 2e place                       |
| Bronze   | 3e place                       |
| Vert     | Classé dans les points         |
| Bleu     | Classé hors des points         |
| Bleu     | Non classé (Nc.)               |
| Violet   | Abandon (Abd.)                 |
| Rouge    | Non qualifié (Nq.)             |
| Rouge    | Non pré-qualifié (Npq.)        |
| Noir     | Disqualifié (Dsq.)             |
| Blanc    | Non partant (Np.)              |
| Blanc    | Forfait (Forf.)                |
| Blanc    | Course annulée (A)             |
| Neutre   | Non présent                    |
| Neutre   | Exclu (Ex.)                    |
| Gras     | Pole position                  |
| Italique | Meilleur tour en course        |
| †        | Classé sans terminer la course |
| 1 2 3 …  | Classement dans la catégorie   |

#### Championnat du monde d'endurance des pilotes GT
| Pos. | Pilote                | Équipe                | SIL | FUJ | SHA | BAH | CAM | SPA | LMS | BAH | Total points |
| ---- | --------------------- | --------------------- | --- | --- | --- | --- | --- | --- | --- | --- | ------------ |
| 1    | Marco Sørensen        | Aston Martin Racing   | 5   | 1   | 5   | 1   | 1   | 2   | 3   | 5   | 172          |
| 1    | Nicki Thiim           | Aston Martin Racing   | 5   | 1   | 5   | 1   | 1   | 2   | 3   | 5   | 172          |
| 2    | Maxime Martin         | Aston Martin Racing   | 3   | 3   | 4   | 3   | 4   | 3   | 1   | 4   | 160          |
| 3    | Michael Christensen   | Porsche GT Team       | 2   | 2   | 2   | 7   | 2   | 1   | 11  | 1   | 148          |
| 3    | Kévin Estre           | Porsche GT Team       | 2   | 2   | 2   | 7   | 2   | 1   | 11  | 1   | 148          |
| 4    | Alex Lynn             | Aston Martin Racing   | 3   | 3   | 4   | 3   | 4   | 3   | 1   |     | 142          |
| 5    | James Calado          | AF Corse              | 4   | 4   | 1   | 4   | 3   | 4   | 2   | 12  | 132          |
| 6    | Alessandro Pier Guidi | AF Corse              | 4   | 4   | 1   | 4   | 3   | 4   | 2   |     | 131          |
| 7    | Gianmaria Bruni       | Porsche GT Team       | 1   | 6   | 3   | 5   | 8   | 5   | 9   | 2   | 111          |
| 7    | Richard Lietz         | Porsche GT Team       | 1   | 6   | 3   | 5   | 8   | 5   | 9   | 2   | 111          |
| 8    | Miguel Molina         | AF Corse              | Ret | 5   | 6   | 2   | 5   | 6   | NC  | 3   | 86           |
| 8    | Davide Rigon          | AF Corse              | Ret | 5   | 6   | 2   | 5   | 6   | NC  | 3   | 86           |
| 9    | Harry Tincknell       | Aston Martin Racing   |     |     |     |     |     |     | 1   |     | 50           |
| 10   | Richard Westbrook     | Aston Martin Racing   |     |     |     |     |     |     | 3   | 4   | 48           |
| 11   | Jonathan Adam         | TF Sport              | 12  | 7   | 7   | Ret | 6   | 9   | 4   | 14  | 47.5         |
| 11   | Charlie Eastwood      | TF Sport              | 12  | 7   | 7   | Ret | 6   | 9   | 4   | 14  | 47.5         |
| 11   | Salih Yoluç           | TF Sport              | 12  | 7   | 7   | Ret | 6   | 9   | 4   | 14  | 47.5         |
| 12   | Emmanuel Collard      | AF Corse              | 6   | 8   | 10  | 10  | 10  | 7   | 6   | 7   | 47           |
| 12   | Nicklas Nielsen       | AF Corse              | 6   | 8   | 10  | 10  | 10  | 7   | 6   | 7   | 47           |
| 12   | François Perrodo      | AF Corse              | 6   | 8   | 10  | 10  | 10  | 7   | 6   | 7   | 47           |
| 13   | Larry ten Voorde      | Team Project 1        |     |     | 8   | 6   |     |     | 7   | 6   | 40           |
| 14   | Daniel Serra          | AF Corse              |     |     |     |     |     |     | 2   | 12  | 37           |
| 15   | Egidio Perfetti       | Team Project 1        | 11  | 13  | 11  | 15  | 9   | 10  | 7   | 6   | 29.5         |
| 16   | Riccardo Pera         | Dempsey-Proton Racing | 10  | 11  | 17  | 12  | 11  | 8   | 5   | 13  | 28.5         |
| 16   | Christian Ried        | Dempsey-Proton Racing | 10  | 11  | 17  | 12  | 11  | 8   | 5   | 13  | 28.5         |
| 17   | Matt Campbell         | Dempsey-Proton Racing | 10  | 11  | 17  | 12  | 11  | 8   | 5   |     | 27.5         |
| 18   | Paul Dalla Lana       | Aston Martin Racing   | 7   | 17  | 9   | 8   | 7   | 15  | 10  | 15  | 24           |
| 18   | Ross Gunn             | Aston Martin Racing   | 7   | 17  | 9   | 8   | 7   | 15  | 10  | 15  | 24           |
| 19   | Jeroen Bleekemolen    | Team Project 1        | 15  | 9   | 8   | 6   | 17  | 12  | 13  | 11  | 21.5         |
| 19   | Ben Keating           | Team Project 1        | 15  | 9   | 8   | 6   | 17  | 12  | 13  | 11  | 21.5         |
| 20   | Darren Turner         | Aston Martin Racing   | 7   | 17  | 9   | 8   | 7   |     |     |     | 20.5         |
| 21   | Matteo Cairoli        | Team Project 1        | 11  | 13  | 11  | 15  | 9   | 10  | 7   |     | 17.5         |
| 22   | Ben Barker            | Gulf Racing           | 9   | 14  | 15  | 9   | 12  | 16  | 8   | 10  | 17           |
| 22   | Michael Wainwright    | Gulf Racing           | 9   | 14  | 15  | 9   | 12  | 16  | 8   | 10  | 17           |
| 23   | Andrew Watson         | Gulf Racing           | 9   | 14  | 15  | 9   | 12  | 16  | 8   |     | 15           |
| 24   | Jörg Bergmeister      | Team Project 1        |     |     |     |     |     |     |     | 6   | 12           |
| 25   | Kei Cozzolino         | MR Racing             | 8   | 10  | 13  | 13  | 16  |     | Ret |     | 8            |
| 25   | Kei Cozzolino         | Red River Sport       |     |     |     |     |     |     |     | 16  | 8            |
| 26   | Laurens Vanthoor      | Porsche GT Team       |     |     |     |     |     |     | 11  |     | 1            |

| Pos. | Constructeur        | SIL | FUJ | SHA | BAH | CAM | SPA | LMS | BAH | Total points |
| ---- | ------------------- | --- | --- | --- | --- | --- | --- | --- | --- | ------------ |
| 1    | Toyota Gazoo Racing | 1   | 1   | 2   | 1   | 2   | 1   | 1   | 1   | 202          |
| 2    | Rebellion Racing    | 9   | 3   | 1   | 3   | 1   | 3   | 2   |     | 145          |
| 3    | Team LNT            | 3   | 9   | 4   | Ret |     |     |     |     | 29           |

| Pos. | Constructeur | SIL | FUJ | SHA | BAH | CAM | SPA | LMS | BAH | Total points |
| ---- | ------------ | --- | --- | --- | --- | --- | --- | --- | --- | ------------ |
| 1    | Aston Martin | 3   | 1   | 4   | 1   | 1   | 2   | 1   | 4   | 219          |
| 1    | Aston Martin | 5   | 3   | 5   | 3   | 4   | 3   | 3   | 5   | 219          |
| 2    | Porsche      | 1   | 2   | 2   | 5   | 2   | 1   | 5   | 1   | 191          |
| 2    | Porsche      | 2   | 6   | 3   | 6   | 8   | 5   | 6   | 2   | 191          |
| 3    | Ferrari      | 4   | 4   | 1   | 2   | 3   | 4   | 2   | 3   | 166          |
| 3    | Ferrari      | 6   | 5   | 6   | 4   | 5   | 6   | 7   | 7   | 166          |

| Pos. | Écurie                 | Voiture               | SIL | FUJ | SHA | BAH | CAM | SPA | LMS | BAH | Total points |
| ---- | ---------------------- | --------------------- | --- | --- | --- | --- | --- | --- | --- | --- | ------------ |
| 1    | Filipe Albuquerque     | United Autosports     | Ret | 3   | 3   | 1   | 1   | 1   | 1   | 4   | 190          |
| 1    | Phil Hanson            | United Autosports     | Ret | 3   | 3   | 1   | 1   | 1   | 1   | 4   | 190          |
| 2    | Paul di Resta          | United Autosports     | Ret |     | 3   | 1   | 1   | 1   | 1   | 4   | 175          |
| 3    | António Félix da Costa | Jota Sport            | 5   | DSQ | 1   | 2   | 3   | 4   | 2   | 2   | 152          |
| 3    | Roberto González       | Jota Sport            | 5   | DSQ | 1   | 2   | 3   | 4   | 2   | 2   | 152          |
| 4    | Anthony Davidson       | Jota Sport            |     | DSQ | 1   | 2   | 3   | 4   | 2   | 2   | 142          |
| 5    | Will Stevens           | Jackie Chan DC Racing | 4   | 2   | 2   | 3   | 2   | 6   | DSQ | 1   | 136          |
| 5    | Ho-Pin Tung            | Jackie Chan DC Racing | 4   | 2   | 2   | 3   | 2   | 6   | DSQ | 1   | 136          |
| 6    | Giedo van der Garde    | Racing Team Nederland | 3   | 1   | 5   | 5   | 5   | 3   | 6   | 3   | 130          |
| 6    | Frits van Eerd         | Racing Team Nederland | 3   | 1   | 5   | 5   | 5   | 3   | 6   | 3   | 130          |
| 7    | Gabriel Aubry          | Jackie Chan DC Racing | 4   | 2   | 2   | 3   | 2   | WD  | DSQ | 1   | 128          |
| 8    | Thomas Laurent         | Signatech Alpine Elf  | 2   | 6   | 4   | 4   | 6   | Ret | 3   | 5   | 109          |
| 8    | André Negrão           | Signatech Alpine Elf  | 2   | 6   | 4   | 4   | 6   | Ret | 3   | 5   | 109          |
| 8    | Pierre Ragues          | Signatech Alpine Elf  | 2   | 6   | 4   | 4   | 6   | Ret | 3   | 5   | 109          |
| 9    | Antonin Borga          | Cool Racing           | 1   | 5   | Ret | 6   | 4   | 2   | 4   |     | 103          |
| 9    | Nicolas Lapierre       | Cool Racing           | 1   | 5   | Ret | 6   | 4   | 2   | 4   |     | 103          |
| 10   | Nyck de Vries          | Racing Team Nederland |     | 1   | 5   | 5   | 5   |     | 6   | 3   | 99           |
| 11   | Alexandre Coigny       | Cool Racing           | WD  | 5   | Ret | 6   | 4   | 2   | 4   |     | 78           |
| 12   | Andrea Belicchi        | Cetilar Racing        | 6   | 7   | 7   | 8   | 8   | 5   | 5   | 6   | 72           |
| 12   | Roberto Lacorte        | Cetilar Racing        | 6   | 7   | 7   | 8   | 8   | 5   | 5   | 6   | 72           |
| 12   | Giorgio Sernagiotto    | Cetilar Racing        | 6   | 7   | 7   | 8   | 8   | 5   | 5   | 6   | 72           |
| 13   | Anders Fjordbach       | High Class Racing     | 7   | 4   | 6   | 7   | 7   | 7   | Ret |     | 47           |
| 13   | Mark Patterson         | High Class Racing     | 7   | 4   | 6   | 7   | 7   | 7   | Ret |     | 47           |
| 13   | Kenta Yamashita        | High Class Racing     | 7   | 4   | 6   | 7   | 7   | 7   | Ret |     | 47           |
| 14   | Job van Uitert         | Racing Team Nederland | 3   |     |     |     |     | 3   |     |     | 31           |
| 15   | Oliver Jarvis          | United Autosports     |     | 3   |     |     |     |     |     |     | 15           |
| 16   | Ryan Cullen            | Jackie Chan DC Racing |     |     |     |     |     | 6   |     |     | 8            |

| Pos. | Écurie                   | Voiture               | SIL | FUJ | SHA | BAH | CAM | SPA | LMS | BAH | Total points |
| ---- | ------------------------ | --------------------- | --- | --- | --- | --- | --- | --- | --- | --- | ------------ |
| 1    | Emmanuel Collard         | AF Corse              | 1   | 2   | 4   | 4   | 4   | 1   | 3   | 2   | 167          |
| 1    | Nicklas Nielsen          | AF Corse              | 1   | 2   | 4   | 4   | 4   | 1   | 3   | 2   | 167          |
| 1    | François Perrodo         | AF Corse              | 1   | 2   | 4   | 4   | 4   | 1   | 3   | 2   | 167          |
| 2    | Jonathan Adam            | TF Sport              | 7   | 1   | 1   | Ret | 1   | 3   | 1   | 8   | 154          |
| 2    | Charlie Eastwood         | TF Sport              | 7   | 1   | 1   | Ret | 1   | 3   | 1   | 8   | 154          |
| 2    | Salih Yoluç              | TF Sport              | 7   | 1   | 1   | Ret | 1   | 3   | 1   | 8   | 154          |
| 3    | Larry ten Voorde         | Team Project 1        |     |     | 2   | 1   |     |     | 4   | 1   | 119          |
| 4    | Egidio Perfetti          | Team Project 1        | 6   | 7   | 5   | 9   | 3   | 4   | 4   | 1   | 118          |
| 5    | Riccardo Pera            | Dempsey-Proton Racing | 5   | 5   | 11  | 6   | 5   | 2   | 2   | 7   | 107.5        |
| 5    | Christian Ried           | Dempsey-Proton Racing | 5   | 5   | 11  | 6   | 5   | 2   | 2   | 7   | 107.5        |
| 6    | Jeroen Bleekemolen       | Team Project 1        | 10  | 3   | 2   | 1   | 11  | 6   | 8   | 6   | 101.5        |
| 6    | Ben Keating              | Team Project 1        | 10  | 3   | 2   | 1   | 11  | 6   | 8   | 6   | 101.5        |
| 7    | Paul Dalla Lana          | Aston Martin Racing   | 2   | 11  | 3   | 2   | 2   | 9   | 6   | 9   | 100.5        |
| 7    | Ross Gunn                | Aston Martin Racing   | 2   | 11  | 3   | 2   | 2   | 9   | 6   | 9   | 100.5        |
| 8    | Matt Campbell            | Dempsey-Proton Racing | 5   | 5   | 11  | 6   | 5   | 2   | 2   |     | 98.5         |
| 9    | Ben Barker               | Gulf Racing           | 4   | 8   | 9   | 3   | 6   | 10  | 5   | 5   | 85           |
| 9    | Michael Wainwright       | Gulf Racing           | 4   | 8   | 9   | 3   | 6   | 10  | 5   | 5   | 85           |
| 10   | Matteo Cairoli           | Team Project 1        | 6   | 7   | 5   | 9   | 3   | 4   | 4   |     | 80           |
| 11   | Darren Turner            | Aston Martin Racing   | 2   | 11  | 3   | 2   | 2   |     |     |     | 78.5         |
| 12   | Francesco Castellacci    | AF Corse              | 9   | 6   | 8   | 5   | 7   | 7   | 7   | 4   | 71           |
| 12   | Giancarlo Fisichella     | AF Corse              | 9   | 6   | 8   | 5   | 7   | 7   | 7   | 4   | 71           |
| 12   | Thomas Flohr             | AF Corse              | 9   | 6   | 8   | 5   | 7   | 7   | 7   | 4   | 71           |
| 13   | Andrew Watson            | Gulf Racing           | 4   | 8   | 9   | 3   | 6   | 10  | 5   |     | 70           |
| 14   | Kei Cozzolino            | MR Racing             | 3   | 4   | 7   | 7   | 10  |     | Ret |     | 45           |
| 14   | Kei Cozzolino            | Red River Sport       |     |     |     |     |     |     |     | 10  | 45           |
| 15   | Olivier Beretta          | MR Racing             | 3   | 4   | 7   | 7   | 10  |     |     |     | 43           |
| 15   | Motoaki Ishikawa         | MR Racing             | 3   | 4   | 7   | 7   | 10  |     |     |     | 43           |
| 16   | Jörg Bergmeister         | Team Project 1        |     |     |     |     |     |     |     | 1   | 38           |
| 17   | Felipe Fraga             | Team Project 1        | 10  | 3   |     |     | 11  | 6   | 8   |     | 32.5         |
| 18   | Laurents Hörr            | Team Project 1        |     |     |     |     | 3   | 4   |     |     | 28           |
| 19   | Bonamy Grimes            | Red River Sport       | 8   | 10  | 10  | 8   | 8   | 8   | 9   | 10  | 26           |
| 20   | Charles Hollings         | Red River Sport       | 8   | 10  | 10  | 8   | 8   | 8   | 9   |     | 24           |
| 20   | Johnny Mowlem            | Red River Sport       | 8   | 10  | 10  | 8   | 8   | 8   | 9   |     | 24           |
| 21   | Khaled Al Qubaisi        | Dempsey-Proton Racing |     |     |     | Ret |     |     |     | 3   | 23           |
| 21   | Jaxon Evans              | Dempsey-Proton Racing |     |     |     |     |     |     |     | 3   | 23           |
| 21   | Marco Holzer             | Dempsey-Proton Racing |     |     |     |     |     |     |     | 3   | 23           |
| 22   | David Heinemeier Hansson | Team Project 1        |     | 7   | 5   | 9   |     |     |     |     | 20           |
| 23   | Augusto Farfus           | Aston Martin Racing   |     |     |     |     |     | 9   | 6   |     | 18           |
| 24   | Alessio Picariello       | Gulf Racing           |     |     |     |     |     |     |     | 5   | 15           |
| 25   | Thomas Preining          | Dempsey-Proton Racing | 11  | 9   | 6   | Ret | 9   |     | NC  |     | 12.5         |